# OSS 117: Des d'Àfrica amb amor
OSS 117: Des d'Àfrica amb amor (originalment en francès, OSS 117 : Alerte rouge en Afrique noire) és una pel·lícula de comèdia d'espies francesa del 2021 dirigida per Nicolas Bedos a partir d'un guió de Jean-François Halin. És l'onzena pel·lícula basada en el personatge d'Hubert Bonisseur de La Bath/OSS 117 creat per Jean Bruce i la tercera de la sèrie de paròdies protagonitzada per Jean Dujardin com una versió còmica del personatge titular, precedida per OSS 117: El Caire, niu d'espies (2006) i OSS 117: Rio ne répond plus (2009), totes dues dirigides per Michel Hazanavicius. Ha estat doblada al valencià per a À Punt; anteriorment s'havia subtitulat al català central.
Des d'Àfrica amb amor està ambientada el 1981, catorze anys després d'El Caire, niu d'espies, i segueix l'OSS 117 en una missió a l'Àfrica Negra (país desconegut) on fa equip amb un jove agent, l'OSS 1001. Compta amb Pierre Niney, Fatou N'Diaye, Natacha Lindinger, Habib Dembélé, Pol White, Gilles Cohen i Wladimir Yordanoff. La pel·lícula es va exhibir al Festival de Canes el 21 de juliol de 2021 i es va estrenar als cinemes el 4 d'agost de 2021 a França i al Canadà.

## Repartiment
- Jean Dujardin com a Hubert Bonisseur de La Bath/OSS 117
- Pierre Niney com a Serge/OSS 1001[4]
- Fatou N'Diaye com a Zéphyrine Bamba
- Natacha Lindinger com a Micheline Pierson
- Habib Dembélé com a Koudjo Sangawe Bamba
- Pol White com a Léon Nkomo
- Ivan Franek com a Kazimir
- Gilles Cohen com a Roland Lépervier
- Wladimir Yordanoff com Armand Lesignac[5]